# Malin 1
Malin 1 — гигантская спиральная галактика с низкой поверхностной яркостью (LSB), прототип LSB галактик. Расположена на расстоянии 1.19 млрд световых лет (366 Мпк) в направлении созвездия Волосы Вероники, вблизи северного полюса Галактики.
Malin 1 является крупнейшей наблюдавшейся галактикой с баром. По состоянию на февраль 2015 г являлась крупнейшей открытой спиральной галактикой; обладает диаметром приблизительно 650 тыс. св. лет (200 000 пк)
, что в 6.5 раз превышает диаметр Млечного Пути. Галактика была открыта астрономом Дэвидом Мэлином в 1986 г. Является первой из подтвержденных галактик LSB. Обладающая высокой поверхностной яркостью центральная спиральная часть достигает 30 тыс. св. лет (9200 пк) в поперечнике, размеры балджа составляют 10 тыс. св. лет (3100 пк). Центральная спираль представляет собой спираль типа SB0a с баром.
Позднее было обнаружено, что Malin 1 взаимодействует с двумя другими галактиками, Malin 1B и SDSS J123708.91+142253.2. Галактика Malin 1B расположена
в 46 тыс. св. лет (14 тыс. пк) от яркой центральной спирали Malin 1. SDSS J123708.91+142253.2 расположена в пределах крупного слабого гало
галактики Malin 1 и, возможно, является причиной образования протяженного слабого по яркости диска в ходе приливного воздействия.